# Josep Pignatelli
Josep Pignatelli (Saragossa, 27 de desembre de 1737 - Roma, 15 de novembre de 1811) va ser un jesuïta espanyol que va contribuir a la restauració de la Companyia de Jesús, suprimida arreu a mitjan segle xviii. És venerat com a sant per l'Església catòlica.

## Biografia

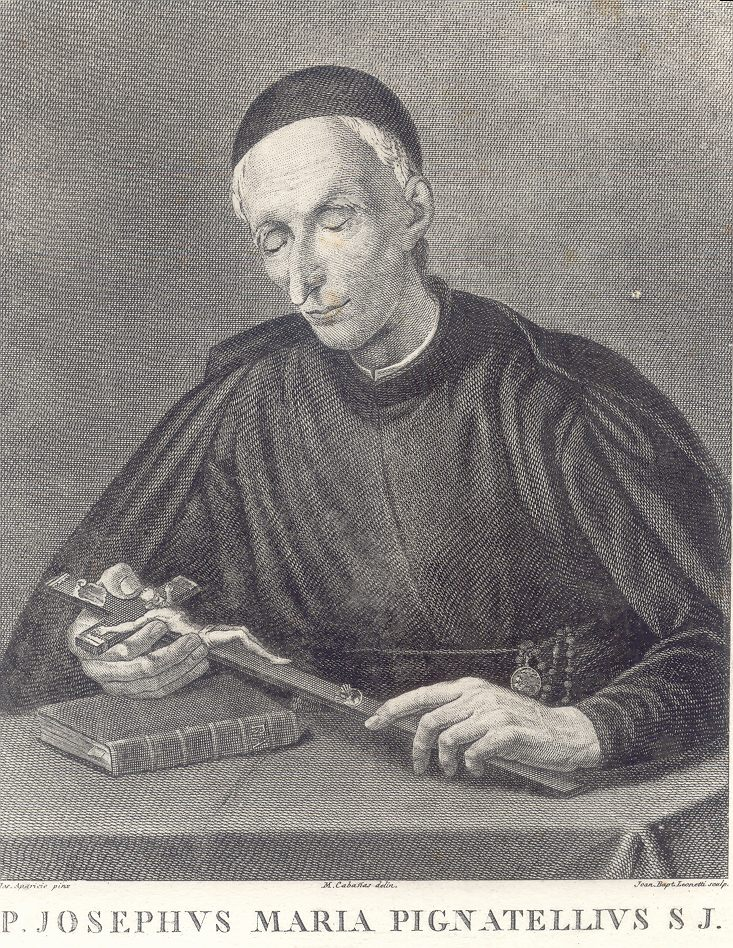
Gravat de Galerie illustrée de la Compagnie de Jésus, de 1893

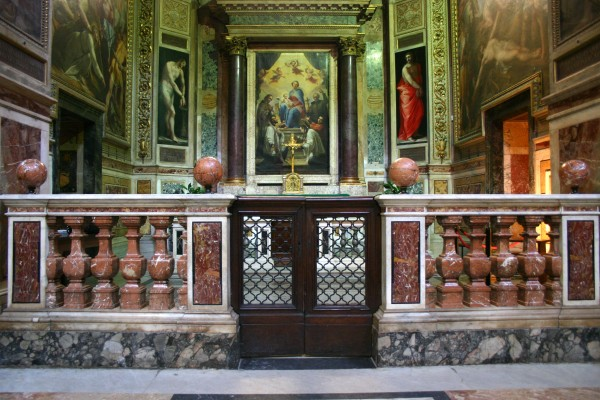
Capella de la Passió (Roma, Església del Gesù)

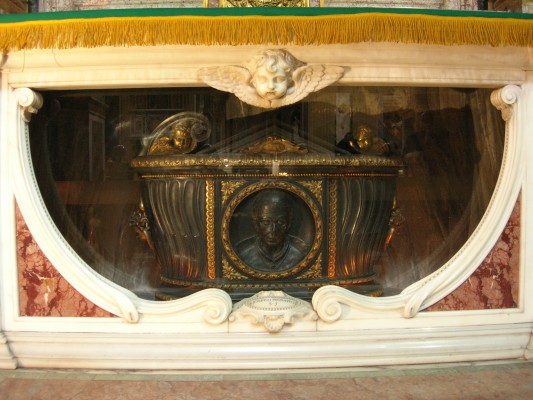
Urna amb les restes del sant, a l'altar de la Passió (Roma, Església del Gesù)

José Pignatelli fou el setè fill d'Antonio Pignatelli de Aragón, noble aragonès de llinatge napolità, príncep del Sacre Imperi Romanogermànic, i de Francisca Moncayo y Fernandez de Heredia. Va estudiar Humanitats al col·legi jesuïta de Saragossa.
Va ingressar al noviciat de la Companyia de Jesús a Tarragona el 1753. El 1766, el poble de Saragossa es va revoltar contra el governador, acusat de no evitar la fam que es va donar a la ciutat; només el poder de convicció de Pignatelli va impedir que cremessin el palau. No obstant això, els jesuïtes van ser acusats d'haver provocat l'aixecament popular i va servir com a excusa per a decretar, en virtut de la pragmàtica sanció de 4 d'abril de 1767, l'expulsió de tots els jesuïtes de la ciutat i, poc després, d'Espanya. Van marxar i, en no poder desembarcar a Civitavecchia, van instal·lar-se a Còrsega, on van organitzar estudis i van viure en comunitat. En 1771 va professar a Roma.
Quan els francesos van prendre Còrsega, els jesuïtes aragonesos van marxar a Gènova, i Pignatelli va mirar d'instal·lar la comunitat a Ferrara, però el 1773 l'orde també va ser suprimida a Itàlia, pel breu de Climent XIII, que els prohibia fer qualsevol tipus d'apostolat. Pignatelli, amb el seu germà Nicolás, va marxar a Bolonya, on van viure retirats. Des de llavors, Pignatelli va viure per a la pregària, l'estudi, l'ajut als seus germans d'orde i la preparació per tal que l'orde es restaurés.

### Restauració de la Companyia de Jesús
En saber que l'orde es mantenia a Belarús, va voler anar-hi, però finalment no ho feu. El duc Ferran de Parma volia restaurar l'orde als seus estats i va convidar Pignatelli, que va obrir-hi una casa. El 1797, Pignatelli va renovar els seus vots i el 1799, Pius VI l'autoritzà a obrir un noviciat a Colorno. El 1803 va ser nomenat provincial de l'orde a Itàlia, tot i que l'orde només era permès als territoris de Parma.
Poc després, el 30 de juliol de 1804, l'orde es va restaurar al Regne de Nàpols i se n'obrí un col·legi a Sicília. En 1806, Pius VII deixà que l'orde tornés a ocupar el Collegio Romano i obrís de nous a Tivoli i Orvieto. El 1807 es restaurà al Regne de Sardenya. Pignatelli va ser una peça clau per a la restauració de l'orde jesuïta que va tenir lloc de forma definitiva i universal en 1814, però no la va poder veure, ja que va morir a Roma l'15 de novembre de 1811. Va ser enterrat a l'Església del Gesù de Roma.

## Veneració
Beatificat per Pius XI el 21 de maig de 1933, va ser canonitzat per Pius XII el 12 de maig de 1954. Després d'Ignasi de Loiola, Pignatelli ha estat el jesuïta més important en la història de la Companyia de Jesús, que vinculava les dues etapes de l'orde, considerant-se'n el salvador i restaurador.